# Staatsschuldenquote in der Türkei
Die Staatsschuldenquote der Türkei gibt das Verhältnis zwischen den türkischen Staatsschulden einerseits und dem türkischen nominalen Bruttoinlandsprodukt andererseits an.

## Entwicklung in den letzten Jahren
Die Staatsschuldenquote der Türkei ging zwischen 2008 und 2013 zurück. Entsprach die Staatsverschuldung von 380,1 Mrd. Türkischen Lira Ende 2008 einer Staatsschuldenquote von 40,0 %, so erreichte die Staatsschuldenquote Ende 2013 angesichts eines Schuldenstandes von dann inzwischen 566,3 Mrd. Türkische Lira einen Wert von 36,3 %.

## Prognostizierte Entwicklung
Der Internationale Währungsfonds geht davon aus, dass die Staatsschuldenquote der Türkei bis Ende 2019 bei einem Schuldenstand von dann 870,8 Mrd. Türkische Lira auf 30,6 % zurückgeht.